# Psychotria hebeclada
Psychotria hebeclada är en måreväxtart som beskrevs av Dc.. Psychotria hebeclada ingår i släktet Psychotria och familjen måreväxter. Inga underarter finns listade i Catalogue of Life.